# Bashdiza
Bashdiza (azerbajdzjanska: Baş Dizə) är en ort i Azerbajdzjan.   Den ligger i distriktet Nachitjevan, i den sydvästra delen av landet, 400 kilometer väster om huvudstaden Baku. Bashdiza ligger 869 meter över havet och antalet invånare är 483.
Terrängen runt Bashdiza är lite bergig. Närmaste större samhälle är Yaycı, 9,4 kilometer sydväst om Bashdiza. 
Trakten runt Bashdiza består i huvudsak av gräsmarker. Runt Bashdiza är det ganska glesbefolkat, med 27 invånare per kvadratkilometer.